# Alistair Potts
Alistair Potts (7 de julio de 1971) es un deportista británico que compitió en remo como timonel. Ganó dos medallas en el Campeonato Mundial de Remo, en los años 1999 y 2000, ambas en la prueba de cuatro con timonel.

## Palmarés internacional
| Campeonato Mundial | Campeonato Mundial      | Campeonato Mundial | Campeonato Mundial |
| Año                | Lugar                   | Medalla            | Prueba             |
| ------------------ | ----------------------- | ------------------ | ------------------ |
| 1999               | St. Catharines (Canadá) | Medalla de plata   | Cuatro con timonel |
| 2000               | Zagreb (Croacia)        | Medalla de oro     | Cuatro con timonel |